# 納瓦薩 (北卡羅萊納州)
納瓦薩（英語：Navassa）是一個位於美國北卡羅萊納州不倫瑞克縣的城鎮。

## 人口
根據2020年美國人口普查的數據，納瓦薩的面積為35.71平方千米，當中陸地面積為34.52平方千米，而水域面積為1.19平方千米。當地共有人口1367人，而人口密度為每平方千米38人。